# Szász Károly (iparművész)
Szász Károly Iván (Budapest, 1981. július 1. –) iparművész, porcelán- és üvegművész, ékszerész.
Megmenteni a megmenthetőt mottó által vezérelve különleges ékszereket készít antik porcelánok sérült darabjaiból, többek közt kézzel festett Herendi- és Zsolnay-porcelánból.
Különleges találmánya a Megcsiszolt fény kollekció, mely a felújítások során megmaradt templomi ólomüvegből készül, olyan híres templomok, mint a Mátyás-templom, Rózsák tere temploma vagy a Rumbach Sebestyén Zsinagóga üvegéből.

## Életpályája
2009-ben diplomázott a Magyar Iparművészeti Egyetemen, amely ma már a MOME része, iparművész-üvegtervezés szakon. Tanulmányai során drágakővizsgálatot és dokumentumfilm-készítést is tanult.

## Mesterei
- Bohus Zoltán, szobrászművész, üvegtervező.
- Horváth Márton (üvegművész), Munkácsy Mihály-díjas üvegtervező iparművész.
- Gonzales Gábor, üvegtervező, restaurátor.

## Család
Édesanyja Szász Éva (született Balogh), erdélyi grófi családból származik. Édesapja Szász Károly nyugdíjazott villamosmérnök, Felsőbányáról származik. Felesége Magyary Emőke, mentálhigiénés segítő szakember.

## Ékszerkollekciók

### Megcsiszolt Fény
A Megcsiszolt Fény kollekció exkluzív ékszereket tartalmaz, amelyek antik üvegből készülnek gyémánttal és egyéb drágakövekkel.
Szász Károly a Mátyás-templom, a Rózsák tere temploma és más neves épületek felújításából származó színes üveg darabokat csiszolja meg úgy, hogy a rétegek között egy darab - különböző méretű és csiszolású - gyémánt vagy más drágakő egy buborékkal jár táncot, úszik a benne lévő tiszta folyadékban.
A gyémánt szétbontja a beeső fényt, így a medálban, fülbevalóban, gyűrűben állandó színreflexiók figyelhetőek meg. Ezeket a reflexiókat közben megsokszorozza a buborék. A gyűrű oldalán a Szász Károly szignóval és logóval ellátott vésés látható, változatos foglalatban, például a templomi rózsaablak dizájnjából inspirálódva.

### Porcelán ékszerek
Szász Károly művészeti tehetségének és kreativitásának köszönhetően a régi, "menthetetlennek" hitt antik porcelánok új életre kelnek a kezei között. Az ötlet restaurálási munkák közben fogalmazódott meg benne, amikor rájött, hogy az elhasználódott, kézzel festett porcelánok gyönyörű darabjait újrahasznosíthatja. Így születik meg a porcelán ékszerek újragondolása, amelyben nem csak megmenti az egykoron kézzel készült alkotásokat, hanem új funkciót is ad nekik, hogy részeivé váljanak mindennapjainknak.
Minden egyes ékszere egyedi darab, kézzel készült, saját történetet hordozva magában. A magyar porcelán manufaktúrák, mint a Herendi, Zsolnay vagy Hollóházi darabjai, japán Satsuma és olasz Capodimonte apró részeiből újjászületnek az ékszerek, melyekben a szépség és a rafinéria találkozik. Az eltört Herendi csészefülből például méretes, de elegáns gyűrű születik, egy gyönyörűen festett tányérdarabka pedig medálként kerül viselésre. Szett formájában találkozhatunk bécsi porcelánkancsó nyakláncával és fülbevalójával, valamint a korábban bonbonierként díszelgő filigrán rózsa új életet kap, akár brossként is.

### Foglalatba lebegtetve
A Foglalatba lebegtetve kollekcióban Szász szabadon csiszolt porcelán darabokat használ. A foglalatok kreatív formákká alakítják ezeket a darabokat. Az egyedi formájú foglalatok lehetővé teszik a porcelán darabok szinte lebegő megjelenítését. Ez a megoldás védi a csipkézett szélű ékszereket a sérülésektől és repedésektől, és lehetővé teszi a kényelmes mindennapos viseletet. A foglalatokon a régi magyar 20 pengős érmének kézzel vésett ornamentikus mintázata látható, amely a kedvenc részleteket tartalmazza a csipkepengőről.

### Bélyeg-ékszerek
A Bélyeg-ékszerek régi bélyegeket kombinálnak porcelánnal és üveggel.

## Üvegdíjak
A Szász Károly által alkotott üvegdíjak igazi iparművészeti műalkotások, melyeket a díjazott örömmel és büszkén helyezhet el irodájában vagy otthonában. Az üveg, a kő és a szilikát anyagok elegánsan tükrözik az elért eredményt. Az általa tervezett díjakat precizitás és kreativitás jellemzi.
Néhány példa Szász Károly által készített díjakra:
- MNB zöld befektetési alapkezelői díj
- Nemzeti Agrárgazdasági Kamara díja
- BMW Jubileumi üvegdíj
- Benkó díj - Üvegklarinét szobor[3]
- Ibusz természetjáró díj
- Pénziránytű Alapítvány Arany Iránytű Díja[4]
- Semmelweis díj
- LEO - Létesítménygazdálkodási és Épületüzemeltetési Szolgáltatók Országos Szövetsége emlékszobrok

## Kiállítások
- 2017: "Megmenteni a Megmenthetőt" kiállítás.
- 2017: "Ehető kiállítás" - Sonja Adler desszertek Szász Károly szobraiban, az Istiván Rita által megálmodott Sonja Adler sütemények művészeti vezetőjeként.[5]